# Anders Månsson Gadd
Anders Månsson Gadd, död 1655, var skarprättare i Stockholm åren 1651-1655. Han avrättade den 22 december 1651 ämbetsmannen Arnold Johan Messenius för landsförräderi på Norrmalmstorg (nu Gustaf Adolfs torg).
Han efterträdde Mikael Reissuer (Mäster Mikael) som Stockholm stads bödel när denne avrättades 1650. När Gadd avled ersattes han av Lars Nilsson Hvitlock. 